# Botniatåg AB
Botniatåg AB var ett företag som augusti 2010 - augusti 2016 bedrev regional tågtrafik på uppdrag av Norrtåg. Bolaget, som var samägt mellan svenska SJ AB och det tyska bolaget DB Regio, som är ett dotterbolag till Deutsche Bahn, vann upphandlingen av Norrtågs regionala trafik i Sveriges fyra nordligaste län, som delvis startade under hösten 2011 och i full skala hösten 2012.

## Fordonspark
| Littera  | Bild | STH      | Linjer                              |
| -------- | ---- | -------- | ----------------------------------- |
| X11      |      | 135 km/h | Vännäspendeln                       |
| X52      |      | 180 km/h | Umeå - Luleå Vännäspendeln          |
| X62      |      | 180 km/h | Mittnabotåget Botniatåget Malmbanan |
| Y31 1429 |      | 140 km/h | Umeå - Lycksele                     |

Även fem stycken rälsbussar typ Y1 hade hyrts från Inlandsbanan som vikariemateriel då Itinotåget var inne för reparation.